# Okcheon
Okcheon (Okcheon-gun, âm Hán Việt: Ốc Xuyên quận) là một huyện ở tỉnh Chungcheong Bắc, Hàn Quốc. Huyện này có diện tích 537,13 km², dân số năm 2004 là 56.634 người.